# Kreuzkapelle (Winnweiler)
Die Kreuzkapelle – eigentlicher Name Katholische Wallfahrtskapelle zum Heiligen Kreuz – ist ein Kirchengebäude und zugleich ein Wohnplatz innerhalb von Winnweiler im Donnersbergkreis in Rheinland-Pfalz. Sie steht unter Denkmalschutz und gilt als „landschaftsbildprägend“.

## Lage
Das Bauwerk liegt nördlich des Siedlungsgebiets von Winnweiler, jedoch weniger als einen Kilometer von der Bebauung entfernt.

## Bauwerk und Geschichte
Beim Gebäude handelt es sich um einen spätbarocken Saalbau, der ursprünglich 1728 errichtet und im Zeitraum von 1760 bis 1764 vergrößert wurde. Der Westturm wurde 1840 gebaut und ersetzte den bisherigen Dachreiter. In das Bauwerk ist eine Klause aus Fachwerk integriert, die bis in die Gegenwart bewohnt ist. 1890 erstellte der Maler Franz Krombach außerdem einen Kreuzweg, der zur Kirche führt. Die Kapelle gehört zur Pfarrei der ebenfalls in Winnweiler befindlichen Herz-Jesu-Kirche.

## Tourismus
Das Bauwerk liegt am Pfälzer Höhenweg.